# Mogoșani
Mogoșani je rumunská obec v župě Dâmbovița. V roce 2011 zde žilo 4 444 obyvatel. Obec se skládá z pěti částí.

## Části obce
- Mogoșani – 1 714 obyvatel
- Chirca – 171
- Cojocaru – 840
- Merii – 817
- Zăvoiu – 902